# Anolis capito
Anolis capito (великоголовий аноліс) — вид ігуаноподібних ящірок родини анолісових (Dactyloidae). Мешкає в Мексиці і Центральній Америці.

## Поширення і екологія
Великоголові аноліси мешкають в Мексиці (Табаско, Чіапас), Гватемалі, Белізі, Гондурасі, Нікарагуа, Коста-Риці і Панамі. Вони живуть у вологих тропічних і субтропічних лісах, на висоті до 1900 м над рівнем моря. Живляться безхребетними і амфібіями.